# Juan Acisclo de Vera y Delgado
Juan Acisclo de Vera y Delgado (Villanueva del Ariscal, 16 de noviembre de 1761-Cádiz, 21 de julio de 1818), fue un eclesiástico español, que llegó a ser arzobispo titular de Laodicea y auxiliar de Sevilla, presidente de la Central durante la Guerra de la Independencia, y finalmente obispo de Cádiz.

## Biografía
Juan Acisclo de Vera y Delgado nació en Villanueva del Ariscal, Sevilla. Sobrino del cardenal-arzobispo de Sevilla y patriarca de las Indias, Francisco Javier Delgado y Venegas.
Tras su ordenación desempeña cargos en la curias eclesiásticas de Cádiz y Sevilla. Consagrado obispo en 1801 con el título de arzobispo de Laodicea. Ejerce primero como auxiliar del cardenal de Borbón en Sevilla y luego como su coadministrador. Agraciado con la Gran Cruz de la Orden de Carlos III.
Por su importante cargo es llamado a Bayona, pero no acude y forma parte de la Junta formada en Sevilla (27 de mayo de 1808). Será uno de los dos representantes ante la Central que se forma en Aranjuez, y se encargó de tomar juramento a los centrales.
Es elegido para la sección de Gracia y Justicia y como presidente de la Comisión que estudiaba sobre la convocatoria a Cortes.
Al expirar el mandato del marqués de Astorga es elegido presidente de la Junta Central, cargo que ejerció desde el 1 de noviembre de 1809 hasta el 31 de enero de 1810. 
En fecha 1 de enero de 1810 le cupo el honor de sancionar el decreto de convocatoria a Cortes generales y extraordinarias. 
Tras la precipitada huida de Sevilla hacia San Fernando de los miembros de la Junta Central se decide la disolución de esta y la formación de una Regencia. Las Junta emitió su último decreto con fecha 29 de enero de 1810, donde se insta al nuevo órgano a mantener la convocatoria de Cortes. Las Cortes se reunieron finalmente a partir del 1 de marzo de dicho año en la Real Isla de León (San Fernando, Cádiz) y más tarde continuaron en la propia Cádiz.
En 1809 Vera había sido propuesto para la sede vacante gaditana, pero no será hasta 1815, ya finalizada la guerra, que pueda tomar posesión de ella. Falleció en Cádiz el 21 de julio de 1818.

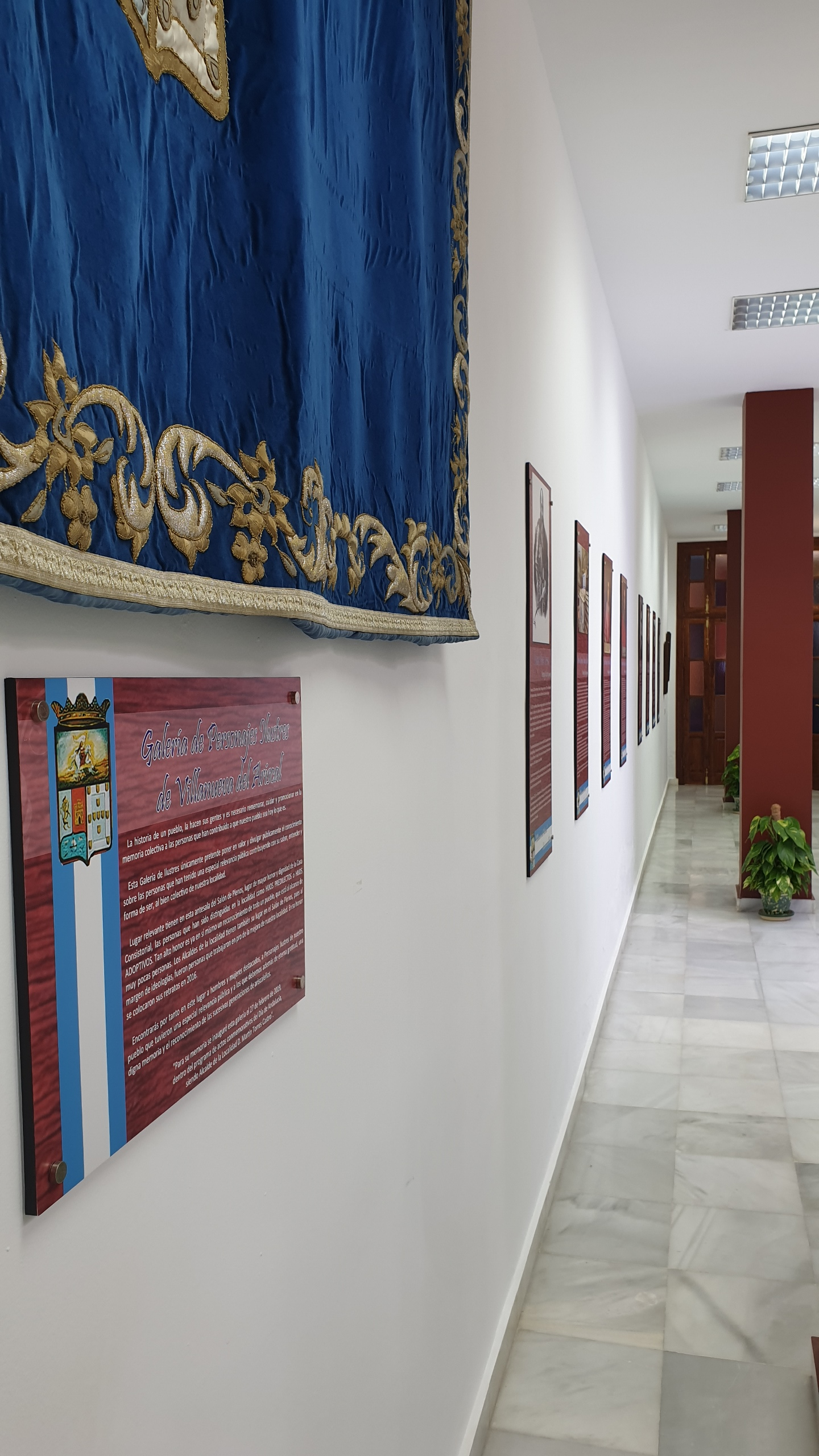
Galería de Ilustres. Villanueva del Ariscal (Sevilla)

## Galería de Ilustres en su pueblo natal.
El 27 de febrero de 2019, se inauguró en su localidad natal de Villanueva del Ariscal una galería, la "galería de los ilustres" donde de forma permanente, se da tributo a la figura y obra entre otros, de este personaje relevannte de la historia española de inicios del siglo XIX, declarado ilustre de la localidad. Se sitúa en la antesala del plenario de la localidad.
| Predecesor: Vicente Joaquín Osorio de Moscoso y Guzmán | Presidente de la Junta Central Suprema y Gubernativa del Reino 1809-1810 | Sucesor: Francisco Javier Castaños (Consejo de Regencia de España e Indias) |